# Cupa Mondială GF
Cupa Mondială GF este un turneu amical anual de handbal feminin organizat de Federația Daneză de Handbal și sponsorizat de compania de asigurări GF Forsikring. La eveniment participă opt echipe invitate, incluzând reprezentativele permanente ale Suediei și Danemarcei.
Prima ediție a Cupei Mondiale GF a avut loc în noiembrie 2005, în sala NRGi Arena din Aarhus.
Rusia este cea mai recentă câștigătoare a turneului și, de asemenea, cea mai de succes echipă din istoria cupei, fiind deținătoarea a trei titluri.
Ultima ediție a Cupei Mondiale GF a avut loc în 2011. Începând din anul 2012, Cupa Mondială GF a fost înlocuită cu GF Forsikring Golden League. La prima ediție a noii competiții au luat parte doar patru echipe: Danemarca, Franța, Norvegia și Rusia.

## Ediții
| 2005 Detalii | Danemarca | · Norvegia | 30 – 27 | · Coreea de Sud | · Rusia     | 31 – 29 | · România   |
| 2006 Detalii | Danemarca | · Rusia    | 29 – 28 | · România       | · Danemarca | 24 – 20 | · Ucraina   |
| 2007 Detalii | Danemarca | · Rusia    | 30 – 24 | · Franța        | · Norvegia  | 30 – 28 | · Danemarca |
| 2008 Detalii | Danemarca | · Norvegia | 30 – 18 | · Danemarca     | · Franța    | 29 – 23 | · Germania  |
| 2009 Detalii | Danemarca | · România  | 28 – 27 | · Norvegia      | · Germania  | 36 – 34 | · Danemarca |
| 2010 Detalii | Danemarca | · România  | 24 – 23 | · Norvegia      | · Franța    | 28 – 26 | · Danemarca |
| 2011 Detalii | Danemarca | · Rusia    | 25 – 23 | · Norvegia      | · Franța    | 16 – 15 | · Spania    |

## Clasament general al medaliilor
| Loc | Țară          | Aur | Argint | Bronz | Total |
| --- | ------------- | --- | ------ | ----- | ----- |
| 1   | Rusia         | 3   | 0      | 1     | 4     |
| 2   | Norvegia      | 2   | 3      | 1     | 6     |
| 3   | România       | 2   | 1      | 0     | 3     |
| 4   | Franța        | 0   | 1      | 3     | 4     |
| 5   | Danemarca     | 0   | 1      | 1     | 2     |
| 6   | Coreea de Sud | 0   | 1      | 0     | 1     |
| 7   | Germania      | 0   | 0      | 1     | 1     |